# Marvel Zombies: Dead Days
Marvel Ƶombies: Dead Days (Zombis Marvel: Días Muertos en México y Marvel Zombis: Orígenes en España) es una historieta de one-shot, un crossover ficcional de la serie Marvel Zombies. Narra la historia de los primeros días de infección zombi en el universo Marvel. La historia tiene lugar durante los acontecimientos de Marvel Zombies versus The Army of Darkness.
Fue publicada por la editorial norteamericana Marvel Comics, la saga se publicó el día 9 de mayo del 2007, la historia fue escrita por Robert Kirkman, y en el arte estuvo a cargo de Sean Phillips y Arthur Suydam.

## Argumento
Toda la historia se ubica paralela a la historia de Marvel Zombies Vs. Army of the Darkness en la parte que un recién mordido Hombre Araña se dirige hacia su casa, hasta la parte en que Ash Williams, Wanda Maximoff (Bruja Escarlata) y Alison Blaire (Dazzler) son atacados por el Dios del trueno Thor ya zombificado.

## Historia
Todo comienza con el Hombre Araña dirigiéndose hacia su hogar, en el cual se encuentran con Mary Jane y a su tía May, al parecer el sistema inmunológico del Hombre Araña aísla la infección por algunos momentos, pero sería infectado para devorar a su tía y a su esposa.
Luego la escena cambia para pasar al Asteroide M, con Magneto discutiendo con uno de sus subordinados. (Al parecer Magneto hizo un trato con el virus pandimensional causante de la infección, para que muchos humanos comunes murieran y los mutantes tuvieran oportunidad contra ellos. Pero no tomó en cuenta que el virus infectaba a humanos y mutantes por igual). Luego se marcha a la tierra para ayudar a los sobrevivientes. Después vemos a Nova volando a la casa de Peter Parker y al verlo zombificado, el Hombre Araña lo ataca.
Cuando Nova estaba a punto de ser mordido llega Daredevil y lo salva de la infección para después ser mordido por el Hombre Araña.
En el Instituto Xavier; Tormenta, Cíclope, Wolverine, y Coloso pelean contra una zombificada Alpha Flight (incluyendo a Sasquatch) para proteger a los estudiantes que sobreviven dentro de la mansión, aunque el Profesor X ya fue devorado por los zombis Alpha Flight. Pero aparece Magneto que mata a los zombis y recluta a los X-Men para combatir a los héroes zombificados. La escena vuelve a cambiar, esta vez con Giant Man (Henry Pym) y Pantera Negra. T'Challa se da cuenta de que Giant Man fue mordido, a lo que este le responde con un ataque. Argumentando que pronto se infectara y no se quiere quedar sin un bocado, se lleva a T'Challa a su laboratorio para ocultarlo.
La escena cambia de nuevo, ahora con los 4 fantásticos, con Reed Richards sosteniendo a su hijo muerto Franklin Richards y defendiéndose de una infectada She-Hulk la cual es muerta por Susan Storm ya que She-Hulk también había asesinado a su hija Valeria Richards. Después Reed Richards recibe una llamada de Nick Fury.
Los 4 Fantásticos de regreso a Nueva York se encuentran con una batalla entre zombis y no infectados, entre ellos Nova y Thor , Los 4 Fantásticos los rescatan y se dirigen a las instalaciones de S.H.I.E.L.D.. Ahí dentro hay una reunión de superhéroes no infectados para planear una resistencia. Nick Fury forma a un grupo de científicos compuesto por Iron Man, Reed Richards y Bruce Banner (Hulk) para encontrar una cura al virus pan-dimensional que ha infectado y zombificado a muchos héroes. Mientras los otros se concentran en encontrar supervivientes.
Ahora en la mansión de los Vengadores se ve a Hank Pym ya transformado en zombi buscando a Los Vengadores, quienes están discutiendo cómo destruir la tierra.
Luego hay un cambio hacia el laboratorio de Reed Richards en el portaviones S.H.I.E.L.D., dentro Reed está trabajando con un zombi, su esposa Susan llega y este le comenta que llegó a la conclusión de que no se enfrentan a una infección, sino más bien a una evolución. Lo cual enfurece a la Chica Invisible.
Después se ve a Tony Stark trabajando con un portal interdimensional, para buscar, analizar y viajar hacia otras dimensiones alternas.
Poco después se ve a los héroes siendo mordidos entre ellos Nova y Wolverine, después Magneto intenta alejarse un poco de los zombis y ordena la retirada.
De regreso en el portaviones S.H.I.E.L.D. se ve el laboratorio de Richards, reunido con los 4 Fantásticos, a lo cual les dice que los ha infectado y que con la más mínima cortadura en la piel se transformarían. Minutos después son zombificados y atacan a Mr. Fantástico con el fin de convertirlo a zombi. Después van en busca de los demás para comerlos o infectarlos, Nick Fury sale corriendo con el portal y cierra las puertas de un cuarto en el cual se encuentran a Thor, Dr. Extraño, Coloso, Tormenta y Nightcrawler.
Como la puerta no resistirá mucho, Nick Fury le ordena a Thor destruir el portal, y así lo hace, acto seguido entra la Mole y poco después todos los héroes dentro del cuarto son infectados, menos Nick Fury quien por ser un simple humano es rodeado por los zombis y posteriormente es devorado por estos. Luego Reed Richards sugiere reconstruir el portal para viajar a otras dimensiones para devorarlas y "divulgar el evangelio" .